# Sebastes aleutianus
Sebastes aleutianus ist ein Meeresfisch aus der Gruppe der Felsenbarsche (Sebastinae), der im nördlichen Pazifik von Japan über das Beringmeer und die Aleuten entlang der nordamerikanischen Pazifikküste südlich bis San Diego (südliches Kalifornien) vorkommt. Im Ochotskischen Meer fehlt die Art.

## Merkmale
Sebastes aleutianus wird maximal 97 Zentimeter lang. Mit einem nachgewiesenen Maximalalter von 205 Jahren ist Sebastes aleutianus der Fisch der das höchste Lebensalter erreichen kann. Die Färbung ist variabel, meist rötlich oder schwärzlich-rot, auf der Bauchseite oft mehr rosa und oft, besonders bei Jungfischen, mit undeutlichen, dunklen Flecken auf Körper und Flossen. Die Flossen haben oft schwarze Ränder. Bei großen Exemplaren ist die Innenseite des Mauls weiß oder rosa. Die Rückenflosse wird von 13 Stacheln und 13 bis 15 Weichstrahlen gestützt. In der Afterflosse zählt man drei Flossenstacheln und 6 bis 8 Weichstrahlen. Die Schwanzflosse ist oft leicht eingebuchtet. Kopf und Kiemenregion sind mit kräftigen Stacheln bestückt. Zwei bis zehn Stacheln liegen auf einem Grat unterhalb der Augen, weshalb dem Fisch der englische Trivialname „Rougheye rockfish“ gegeben wurde. Durch diesen Stachelkamm kann Sebastes aleutianus vom ähnlichen, im gleichen Verbreitungsgebiet vorkommenden Sebastes borealis unterschieden werden, der nur einen oder keinen Stachel hat. Der ähnliche Sebastes aurora ist einfarbig rot.

## Lebensweise
Sebastes aleutianus lebt in Tiefen von 25 bis 2830 Metern, meist zwischen 150 und 450 Metern, bei kalten Wassertemperaturen von −0,3° bis 4,9 °C in der Nähe der Meeresboden rund um Höhlen, Felsspalten und steil abfallenden Geröllfeldern. Größere Exemplare halten sich bevorzugt in tieferen Regionen auf als die kleineren. Er ernährt sich von Tiefseegarnelen, Schwebegarnelen, Krabben, Flohkrebsen und Fischen.